# Benedikt Zimmermann
Benedikt Zimmermann (* 1987 in München) ist ein deutscher Schauspieler.

## Leben
Benedikt Zimmermann absolvierte sein Schauspielstudium von 2008 bis 2012 an der Bayerischen Theaterakademie August Everding in München. 2011 gewann er mit seinem Jahrgang den Ensemblepreis der Fachjury der Bayerischen Theatertage in Bamberg für die Woyzeck-Inszenierung (Regie: Jochen Schölch), in der er den Doktor spielte.
Sein erstes Festengagement hatte er von 2012 bis 2014 am Theater Erlangen, wo er die Rolle des George Wilson in Der große Gatsby, den Enno in Jeder stirbt für sich allein und den Lorenzo in Der Kaufmann von Venedig spielte und in der Gatsby-Produktion auch als Pianist zwischen Orchestergraben und Bühne wechselte.
2015 und 2016 gehörte Benedikt Zimmermann zum Ensemble der Luisenburg-Festspiele in Wunsiedel, wo er u. a. unter der Regie von Intendant Michael Lerchenberg spielte. Zu seinen Rollen auf der Luisenburg gehörten der Simmerl im Brandner Kaspar, der Loisl in Der verkaufte Großvater und Demetrius in Ein Sommernachtstraum.
Seither arbeitet Zimmermann als freischaffender Schauspieler an diversen Theatern. In der Spielzeit 2016/17 trat er am Theater Wasserburg als Soldat in Andorra von Max Frisch auf. Am Stadttheater Fürth spielte er in der Spielzeit 2017/18, u. a. mit Michaela Domes, Alexander Höchst und Frank Watzke als Partnern, den Elif in Mutter Courage und ihre Kinder. 2018 und in der Wiederaufnahme der Produktion in der Spielzeit 2019/20 gastierte er am  Metropoltheater München als Mann, den er als „tief verunsicherte“ Figur zeichnete, in dem Zweipersonenstück Atmen von Duncan Macmillan.
Seit 2019 gehört er zum Ensemble der Komödie im Bayerischen Hof, wo er bisher in Monsieur Claude und seine Töchter und in Die Feuerzangenbowle zu sehen war. In der Spielzeit 2020/21 tritt er dort in der Komödie Wer hat Angst vorm weißen Mann von Dominique Lorenz neben Hans Stadlbauer, Christiane Rücker und Derek Nowak auf.
Neben seiner Theaterarbeit spielte er auch einige Fernsehrollen. In der 35. Staffel der ZDF-Krimiserie SOKO München (2020) übernahm Zimmermann eine der Episodenrollen als mit der Kriminaltechnikerin Billie Curio (Sina Reiß) flirtender Brandermittler Peter Behr. In der seit Februar 2021 im ZDF ausgestrahlten TV-Serie Kanzlei Berger gehört er als alleinerziehender RA-Fachangestellter Mario Angerbauer zur Stammbesetzung.
Zimmermann lebt in München.

## Filmografie (Auswahl)
- 2013: München 7: Einfach anders (Fernsehserie, eine Folge)
- 2013: Die Gruberin (Fernsehfilm)
- 2020: SOKO München: Tod am Bauzaun (Fernsehserie, eine Folge)
- 2022: Schon tausendmal berührt (Fernsehfilm)
- 2024: Hubert ohne Staller (Fernsehserie, Folge Eine ungeklärte Leiche)